# Comuna Vulcan, Brașov
Vulcan (în germană: Wolkendorf, în maghiară: Szásvolkány) este o comună în județul Brașov, Transilvania, România, formată din satele Colonia 1 Mai și Vulcan (reședința).

## Demografie
Componența etnică a comunei Vulcan
     Români (80,01%)
     Romi (8,11%)
     Alte etnii (1,24%)
     Necunoscută (10,64%)
Componența confesională a comunei Vulcan
     Ortodocși (79,04%)
     Penticostali (4,33%)
     Alte religii (5,25%)
     Necunoscută (11,38%)
Conform recensământului efectuat în 2021, populația comunei Vulcan se ridică la 4.823 de locuitori, în creștere față de recensământul anterior din 2011, când fuseseră înregistrați 4.567 de locuitori. Majoritatea locuitorilor sunt români (80,01%), cu o minoritate de romi (8,11%), iar pentru 10,64% nu se cunoaște apartenența etnică. Din punct de vedere confesional, majoritatea locuitorilor sunt ortodocși (79,04%), cu o minoritate de penticostali (4,33%), iar pentru 11,38% nu se cunoaște apartenența confesională.

## Politică și administrație
Comuna Vulcan este administrată de un primar și un consiliu local compus din 15 consilieri. Primarul, Marius-Adrian Doda[*], de la Partidul Social Democrat, este în funcție din octombrie 2020. Începând cu alegerile locale din 2024, consiliul local are următoarea componență pe partide politice:
|  | Partid                    | Consilieri | Componența Consiliului | Componența Consiliului | Componența Consiliului | Componența Consiliului | Componența Consiliului | Componența Consiliului | Componența Consiliului | Componența Consiliului |
|  | ------------------------- | ---------- | ---------------------- | ---------------------- | ---------------------- | ---------------------- | ---------------------- | ---------------------- | ---------------------- | ---------------------- |
|  | Partidul Social Democrat  | 8          |                        |                        |                        |                        |                        |                        |                        |                        |
|  | Partidul Național Liberal | 6          |                        |                        |                        |                        |                        |                        |                        |                        |
|  | Partidul Ecologist Român  | 1          |                        |                        |                        |                        |                        |                        |                        |                        |

## Primarii comunei
- 1996[7] - 2000 - Munteanu Gheorghe, de la PDSR
- 2000[8] - 2004 - Munteanu Gheorghe, de la PDSR
- 2004[9] - 2008 - Druia Claudiu Traian, de la PNTCD
- 2008[10] - 2012 - Călburean Gheorghe, de la PDL
- 2012[11] - 2016 - Călburean Gheorghe, de la PDL
- 2016[12] - 2020 - Călburean Gheorghe, de la PNL
- 2020[13] - 2024 - Doda Marius Adrian, de la PSD

## Vezi și
- Biserica fortificată din Vulcan, Brașov